# دهستان رقیچه
رقیچه، دهستانی است از توابع بخش کدکن شهرستان تربت حیدریه در استان خراسان رضوی ایران.

## جمعیت
براساس سرشماری سال ۱۳۸۵ جمعیت آن  ۳۵۸۲نفر (۸۹۷خانوار) بوده است. 